# 창광상점
창광상점(蒼光商店)은 조선민주주의인민공화국 평양직할시 중구역에 있는 국영 백화점이다.
1982년, 김정일 조선로동당 총서기가 중구역을 시찰하면서 중구역 창광동 일대를 재개발할 것에 대하여 강조하였는데, 창광상점도 이와 비슷한 시기에 만들어졌다. 주로 중구역의 주민이나 평양시 근교의 주민들이 이용하고 있으며, 친절한 안내로 인기가 많아 사람들이 애용하고 있다. 이 백화점에서 판매하는 물건은 조선민주주의인민공화국 원으로 구매가 가능하지만 미국 달러와 엔으로 거래할 수 있다. 조선민주주의인민공화국이 1982년에 들어서 개방사업을 한 이래로, 중구역과 평천구역, 그리고 만경대구역에서는 큰 백화점과 외화를 사용하는 백화점들이 많이 늘고 있다. 이 백화점은 제1차 이산가족방문때 한국방송과 서울방송을 통해서 잠깐 소개되어 한국 사람들에게 매우 친숙한 백화점으로 통한다.
2015년 10월 10일, 미래과학자거리 2단계 건설이 조선로동당 창건 70돌을 맞춰 완공되었는데 이때 창광상점도 미래과학자거리로 옮겨 새로 개장하였다. 새로 건설한 창광상점은 연면적 7,200 ㎡으로 원래 크기의 두 배로 확장되었으며 지하 1층과 지상 5층으로 되어 있다.